# 장가행 (드라마)
《장가행》(중국어 간체자: 长歌行, 정체자: 長歌行, 병음: Cháng gē xíng 창거싱[*], The Long Ballad 더 롱 발라드[*])은 2021년 방송되었던 중국의 드라마이다.

## 줄거리
- 때는 당나라 개국 후 얼마 지나지 않았을 무렵, 개국공신 이세민(훗날의 당 태종)은 정적을 제거하기 위해 형제들마저 저버리지만, 자신이 직접 교육한 조카 이장가(영녕군주)만은 살려둔다. 갑작스럽게 온가족이 몰살당한 장가 역시 목숨이 위태로워지고, 숙부 이세민에 대한 배신감과 복수심을 불태우며 태자의 옥새를 훔쳐 남장을 한 채 유주 지역으로 도망친다.

## 등장 인물
- 디리러바 - 이장가 역
- 우레이 - 아시륵준 역
- 류위닝 (刘宇宁) - 호도 역
- 방일륜 (方逸伦) - 위숙옥 역
- 조로사 - 이낙언 역